# Ричи, Рис
Рис Ричи (англ. Reece Ritchie, род. 23 июля 1986) — актёр, родился и живёт в Великобритании.

## Биография
Родился в семье мигранта-африканца, выходца из Дурбана (ЮАР), и англичанки. Учился в средней школе Бенджамина Бриттена в Лоусофте. По окончании школы был принят в труппу Национального молодёжного театра. Театральный дебют Риса состоялся на сцене пакфилдского театра «Чайка», а сам он всегда стремился сделать карьеру в кино и на телевидении.
Будучи ассистентом директора в одной из постановок лондонского театра Сохо, Ричи был приглашен на роль в киноэпопею Роланда Эммериха «10 000 лет до н. э.». Это была его первая серьёзная роль, сделавшая его известным на весь мир.
Далее он снялся в фильме «Милые кости», в котором Рис играет роль Рея Синга, возлюбленного главной героини Сьюзи Сэлмон.
После этого Рис сыграл роль Биса в фантастическом боевике режиссёра Майка Ньюэлла «Принц Персии: Пески времени».

## Фильмография
- Ковчег / The Ark (2023) — лейтенант Спенсер Лейн
- Танцующий в пустыне
- Геракл / Hercules (2014) — Иолай[1]
- Принц Персии: Пески времени / Prince of Persia: The Sands of Time (2010) — Бис
- Сортировка / Triage (2009)
- Милые кости / The Lovely Bones (2009) — Рей Синг
- 10 000 лет до нашей эры / 10,000 BC (2008) — Моха
- Saddam`s Tribe (2007) — Старший Али
- Немой свидетель / Silent Witness (1996—2008) (сериал)
- Чисто английское убийство / The Bill (1984—2009) (сериал) — Дункан Вилд